# Punte Maxwell

Puntea Maxwell este o versiune de punte Wheatstone care poate măsura inductanțe necunoscute aparținând unui circuit electric.
{\displaystyle R_{3}={R_{1}\cdot R_{4} \over R_{2}}}
{\displaystyle L_{3}=R_{1}\cdot R_{4}\cdot C_{2}}